# Гаудиньш, Петерис
Пе́терис Га́удиньш (латыш. Pēteris Gaudiņš; род. 1954) — советский и латвийский актёр театра и кино, режиссёр.

## Биография
Петерис Гаудиньш родился 26 июля 1954 года в Риге, в семье врачей. Его отец — ведущий отоларинголог Латвии, профессор Эрнестс Гаудиньш (латыш. Ernests Gaudiņš).
Окончил 1-ю Рижскую среднюю школу с физико-математическим уклоном (1972) и театральный факультет Латвийской государственной консерватории имени Я. Витола (1977).
Учился в Рижском медицинском институте (1972—1973), посещал Народную студию киноактёра Рижской киностудии.
Дебютировал в кино в 1973 году в роли Гатыня в фильме режиссёра Гунара Пиесиса «Вей, ветерок!».
С 1977 года актёр Художественного театра им. Яна Райниса (Театра Дайлес) в амплуа лирического и вместе с тем ироничного героя.

## Фильмография
- 1973 — Вей, ветерок! — Гатынь
- 1974 — Нападение на тайную полицию — Чомс
- 1976 — Лето мотоциклистов — Марис
- 1976 — Мастер — Артур Скруве
- 1976 — Эта опасная дверь на балкон — Нормунд
- 1977 — Мужчина в расцвете лет — Эдмундс
- 1978 — Театр — Роджер, сын Джулии
- 1979 — Стакан воды — Артур Мешем, капитан королевской гвардии
- 1979 — Раненая тишина — Стасис Шална
- 1980 — От Буга до Вислы
- 1981 — 34-й скорый — Пётр, курсант пожарно-технического училища
- 1982 — Баллада о доблестном рыцаре Айвенго — Айвенго
- 1982 — Мать Мария — Борис Вильде
- 1983 — Бродяги Севера — Редж Челлонер
- 1984 — Канкан в английском парке — Николай Мартинец
- 1985 — Матч состоится в любую погоду — адвокат
- 1985 — Двойной капкан — Валдис Янович Витолс, следователь
- 1987 — Фотография с женщиной и диким кабаном — Рудольф, фотограф
- 1988 — Узник замка Иф — Максимильян Моррель
- 1989 — Тапёр — Ояр Лазда
- 1990 — Семья Зитаров — эпизод
- 1990 — Собака, которая умела петь — Ларс Конон
- 1991 — Гангстеры в океане — Стюарт Дональд
- 1991 — Оружие Зевса — Дэн Барри в молодости
- 1991 — Собака, которая умела петь
- 1992 — Дуплет — санитар
- 1992 — Цена головы — инспектор Жанвье
- 2003 — Питон — пожарный
- 2004 — Красная капелла — немецкий офицер
- 2004—2007 — Стражи Риги — майор Бишоф
- 2007 — Чужая жизнь — Улдис
- 2011 — Команда мечты 1935 (в производстве)
- 2015 — Рождённая звездой — отец героини
- 2015—2017 — Квест — Старший работодатель Хмурого